# Nassauische Staatsbahn
Die Nassauische Staatsbahn verwaltete bis 1866 die dem  Herzogtum Nassau gehörenden Bahnstrecken an Rhein und Lahn, die der Staat teils selbst erbaut, teils 1861 von einer Privatgesellschaft übernommen hatte.

## Private Vorgänger

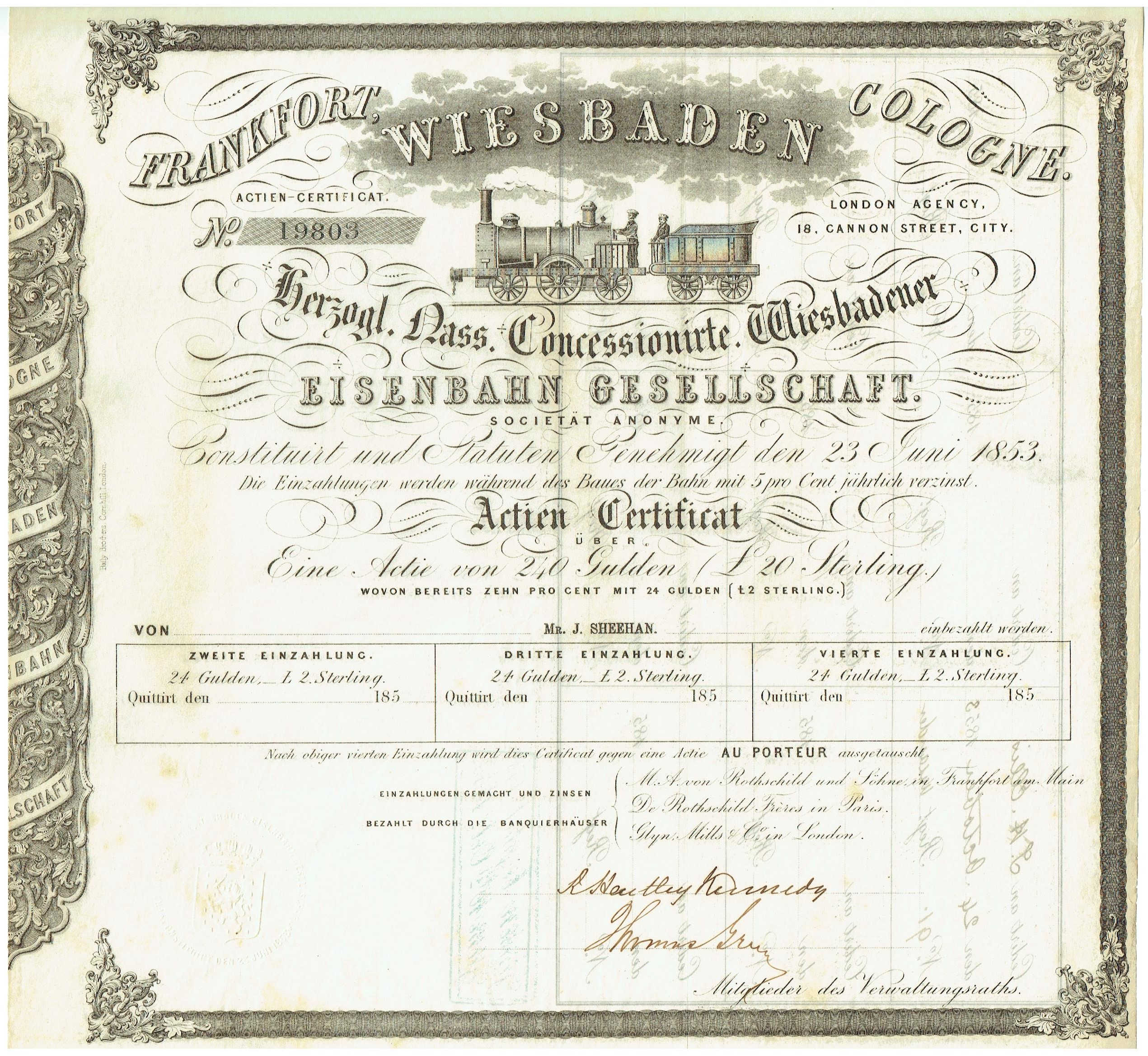
Aktie über 240 Gulden der Wiesbadener Eisenbahn Gesellschaft S.A. vom 23. Juni 1853

### Wiesbadener Eisenbahngesellschaft
Obwohl schon im Jahre 1840 die von Frankfurt kommende Strecke der Taunus-Eisenbahn-Gesellschaft Wiesbaden erreicht hatte, wurde – nach einer ersten Initiative 1844 – erst 1852 die Wiesbadener Eisenbahngesellschaft als ein privates Unternehmen gegründet, das die Bahn entlang des Rheins fortsetzen wollte. 

### Nassauische Rhein Eisenbahn-Gesellschaft
Nachdem Wiesbadener Eisenbahngesellschaft am 23. Juni 1853 vom Herzogtum Nassau die Konzession zum Bau der nassauischen Rheintalbahn Wiesbaden – Rüdesheim – Oberlahnstein (heute Teil der rechten Rheinstrecke) erhalten hatte, firmierte sie als Nassauische Rhein Eisenbahn-Gesellschaft. 
Sie verwirklichte die Teilstrecke durch den Rheingau von Wiesbaden nach Rüdesheim. Diese war technisch am einfachsten herzustellen und daher als erste gebaut und nach Probefahrten ab 24. Juli am 11. August 1856 mit einer Länge von 26 Kilometern eröffnet. Bauleiter war der im Eisenbahnbau bereits erfahrene Brite Charles Vignoles. Dabei war der „Wiesbadener“ Endbahnhof zunächst der Bahnhof Biebrich-Mosbach (später: Wiesbaden-Biebrich), erst am 11. Februar 1857 konnte die Verlängerung (5 km) nach Wiesbaden Rheinbahnhof in Betrieb genommen werden.

### Nassauische Rhein- und Lahn Eisenbahn-Gesellschaft
Nachdem der Nassauischen Rhein Eisenbahn-Gesellschaft am 24. August 1855 die vorläufige Konzession für die Lahntalbahn von Oberlahnstein nach Wetzlar erteilt worden war, nannte sie sich ab 1856 Nassauische Rhein- und Lahn Eisenbahn-Gesellschaft.
Ein erster Streckenabschnitt der Lahnbahn von Oberlahnstein bis Bad Ems wurde am 1. Juli 1858 eröffnet, jedoch kurz darauf durch einen Erdrutsch unbefahrbar. 
Wegen der Unzuverlässigkeit der Gesellschaft entzog das Herzogtum diese Konzession am 11. Dezember 1855 und beschloss, diese Bahn auf eigene Kosten weiter zu bauen. Gleichwohl wurde am 31. März 1857 eine endgültige Konzession an die Gesellschaft ausgegeben.

## Staatsbahn

Gebäude des ehemaligen Rheinbahnhofs in Wiesbaden

Der Nassauischen Rhein- und Lahn Eisenbahn-Gesellschaft fehlten offensichtlich der Wille und das erforderliche Kapital für den zügigen Ausbau des Schienennetzes. Deshalb widerrief der Staat am 14. Oktober 1858 die bereits erteilten weiteren Konzessionen. Der staatliche Bahnbau beruhte nun auf einem Gesetz vom 3. November 1858. Am 1. Mai 1859 konnte die Teilstrecke Oberlahnstein – Bad Ems endgültig für den Verkehr freigegeben werden. Damit begann der Eisenbahnbetrieb unter staatlicher Regie.
Die Nassauische Staatsbahn nahm am 22. Februar 1862 die Strecke zwischen Rüdesheim und Oberlahnstein in Betrieb und schloss damit die 56,6 Kilometer lange Lücke zwischen der Rheintalbahn und der Lahntalbahn. Anschließend übernahm sie mit Vertrag vom 2. Mai 1861 am 12. Juni 1862 auch den 30 Kilometer langen Streckenabschnitt zwischen Wiesbaden und Rüdesheim von der Privatgesellschaft, die sich anschließend auflöste.
Für die Hochbauten, wie insbesondere die Bahnhöfe, Haltepunkte, Bahnwärterhäuschen und Tunnelportale war vor allem der Architekt und Königliche Eisenbahn- und Betriebsinspektor Heinrich Velde verantwortlich. Nach seinem Entwurf entstanden entlang der Rheintalstrecke zahlreiche typisierte Bahnhofsgebäude.
Nachdem sich das Herzogtum Nassau und das Königreich Preußen in einem Staatsvertrag vom 8. Februar 1860 über den Bahnbau im Lahntal geeinigt hatten, stellte der Nassauische Staat die restlichen 86 Kilometer Strecke in vier Teilabschnitten fertig, nämlich am 9. Juli 1860 von Bad Ems bis Nassau (8 Kilometer), am 5. Juli 1862 von Nassau bis Limburg (26 Kilometer), am 14. Oktober 1862 bis Weilburg (29 Kilometer) und am 10. Januar 1863 bis Wetzlar (23 Kilometer), das damals schon zu Preußen gehörte. Führend dabei war der Eisenbahnpionier und Ingenieur Moritz Hilf. Die Rheintalbahn wurde am 3. Juni 1864 von Oberlahnstein bis Niederlahnstein verlängert und erhielt dort Anschluss an die Strecke der Rheinischen Eisenbahngesellschaft nach Koblenz und ihr linksrheinisches Schienennetz.

### Daten der Inbetriebnahme einzelner Streckenabschnitte
| Datum            | Abschnittsanfang       | Abschnittsende  | Anmerkung                                 |
| ---------------- | ---------------------- | --------------- | ----------------------------------------- |
| 11. August 1856  | Mosbach                | Rüdesheim       |                                           |
| 11. Februar 1857 | Wiesbaden Rheinbahnhof | Mosbach         | heute: Wiesbaden-Biebrich                 |
| November 1861    | Rüdesheim              | Bingerbrück     | Trajekt                                   |
| 22. Februar 1862 | Rüdesheim              | Oberlahnstein   |                                           |
| 10. Januar 1863  | Oberlahnstein          | Bahnhof Wetzlar | Abschnitte wurden bereits früher eröffnet |
| 3. Juni 1864     | Oberlahnstein          | Niederlahnstein |                                           |

## Verbindungen zu anderen Bahnen

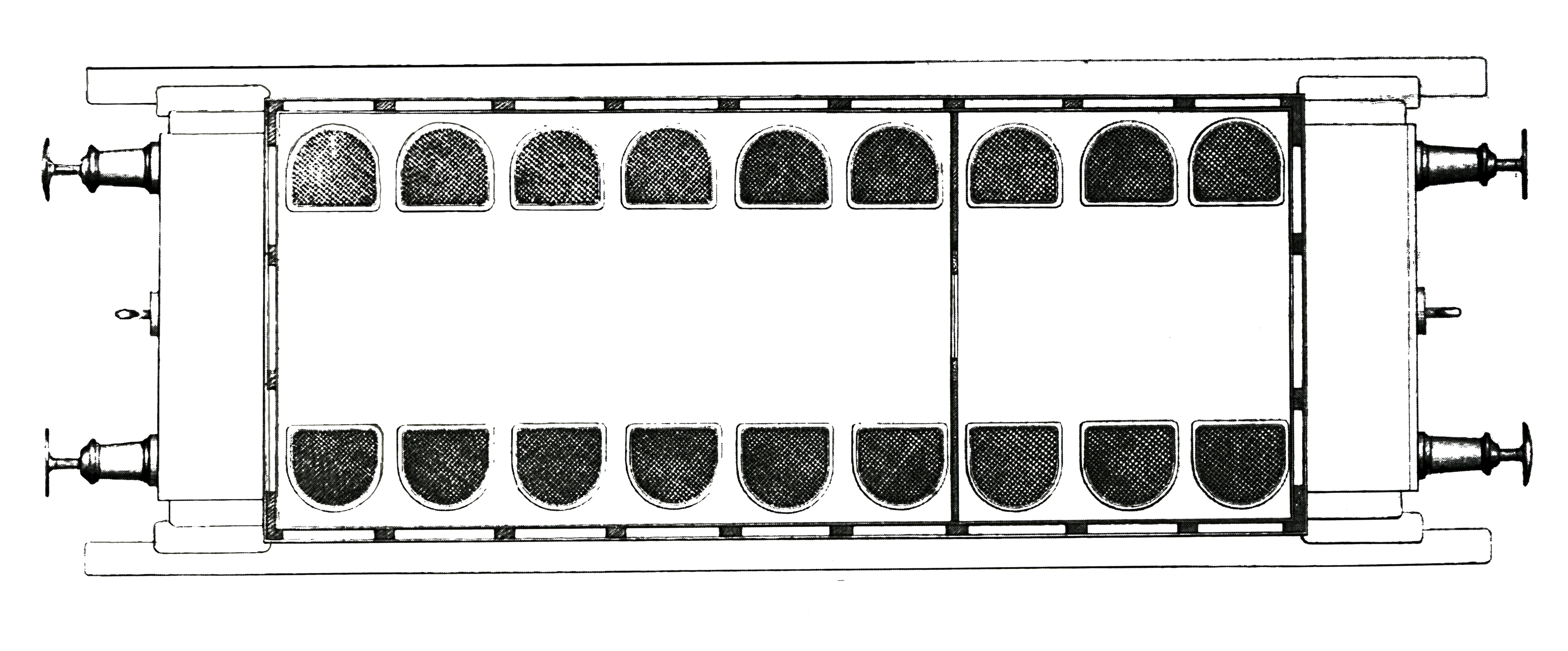
Salonwagen der Nassauischen Staatsbahn

- In Wiesbaden schloss die Nassauische Staatsbahn an die Taunus-Eisenbahn nach Frankfurt am Main an.
- Zwischen Rüdesheim und Bingen wurde ab November 1861 mit dem Trajekt Bingerbrück–Rüdesheim eine Verbindung zur Rhein-Nahe Eisenbahn-Gesellschaft hergestellt. Dadurch ergab sich ein Warenaustausch zwischen dem Rhein-Main Gebiet und dem Saargebiet, der vor allem der Saarkohle ein neues Absatzgebiet verschaffte.
- In Oberlahnstein erfolgte der Anschluss an die Rheinische Eisenbahngesellschaft. Im Vorlauf zu dessen Fertigstellung bestand ab dem 2. Halbjahr 1862 bis zum 3. Juni 1864 das Trajekt Stolzenfels–Oberlahnstein. Diese Verbindung diente vorrangig dem Erztransport aus dem Lahntal und der Versorgung der Industrie dort mit Ruhrkohle.
- Die Lahntalbahn schloss bei Wetzlar an die Deutz-Gießener-Eisenbahn an.

## Übergang an Preußen
Mit dem Untergang des Herzogtums Nassau als eigenständiger Staat infolge des Preußisch-Österreichischen Krieges von 1866, wurde die Strecke Bestandteil der Preußischen Staatseisenbahnen.
Der Versuch der Rheinischen Eisenbahngesellschaft, die Nassauische Staatsbahn zu übernehmen und sie als Verlängerung ihrer geplanten rechtsrheinischen Strecke zu betreiben, scheiterte an Forderungen des Preußischen Staates. Da dessen Kassenlage durch den Krieg strapaziert war, knüpfte er den Verkauf der Bahn an die gleichzeitige Übernahme der defizitären Rhein-Nahe-Eisenbahn-Gesellschaft. Dazu war die Rheinische Eisenbahngesellschaft jedoch nicht bereit, stellte die Nahetalbahn doch die Rentabilität ihrer im Bau befindlichen Eifelbahn in Frage.
So blieben die Einrichtungen der ehemaligen Nassauischen Staatsbahn preußisches Staatseigentum und wurden zunächst von einer eigenen Direktion mit Sitz in Wiesbaden geleitet. Im Zuge weiterer Verstaatlichungen privater Eisenbahnen in Preußen wurde ihr Netz 1880 in die Kgl. Preußische Eisenbahndirektion Frankfurt am Main eingegliedert.